# 황금의 펜타곤
《황금의 펜타곤》은 2013년 10월 26일부터 2013년 12월 28일까지 방송되었던 창업오디션 프로그램이다.

## 규칙
- 2013년 8월부터 접수한 1천여 건의 창업아이템 중 투자전문기관의 엄격한 심사를 거쳐 선발된 43팀의 본선 경합 무대가 펼쳐졌다.
- 본선진출자들은 5명의 심사위원 앞에서 자신의 사업에 대해 설명하고 질의에 응답해야 했다. 매주 심사위원들의 표를 가장 많이 받은 팀은 결선 진출을 할 수 있는 '골드코인'과 연 1% 금리로 5억 원 이내의 창업 자금을 대출받을 수 있는 혜택을 받았다.

## 방영 목록

### 2013년
| 1회  | 10월 26일 | 클로즈 | 조재민 | 아이와 함께 커 가는 평생가구 | | |
| 1회  | 10월 26일 | 크몽 | 박현호 | 재능 오픈마켓(서비스 최악으로 고객만족도 하락) | | |
| 1회  | 10월 26일 | 바이로봇 | 지상기 | 바이로봇 | | |
| 1회  | 10월 26일 | 일모스튜디오 | 안일모 | 거꾸로 접는 우산 | | |
| 1회  | 10월 26일 | 마이리얼트립 | 이동건 | 나만의 맞춤 여행 | | |
| 1회  | 10월 26일 | 프라벨 | 이영희 | 탈취 오븐 | | |
| 결과 | 마이리얼트립(이동건)이 결선에 진출. | 마이리얼트립(이동건)이 결선에 진출. | 마이리얼트립(이동건)이 결선에 진출. | 마이리얼트립(이동건)이 결선에 진출. | | |
| 2회  | 11월 2일 | 플리토 | 이정수 | 집단지성을 이용한 번역 시스템 | | |
| 2회  | 11월 2일 | 태주산업 | 신헌수 | 눌러서 쉽게 플러그를 뽑는 콘센트 | | |
| 2회  | 11월 2일 | 태주아이디어 | 이옥경 | 똑딱이 지퍼 | | |
| 2회  | 11월 2일 | 내일비 | 임준원 | 온라인에 흩어져 있는 나의 기록을 모아보는 커빙 | | |
| 2회  | 11월 2일 | 에이치 오케스트라 | 하성우 | 기류증폭 선풍기 | | |
| 2회  | 11월 2일 | 스프링시티 | 변승현 | 캠핑 트레일러 | | |
| 결과 | 플리토(이정수)가 결선에 진출. | 플리토(이정수)가 결선에 진출. | 플리토(이정수)가 결선에 진출. | 플리토(이정수)가 결선에 진출. | | |
| 3회  | 11월 9일 | 엑스알이 | 서진혁 | 재밀봉이 가능한 음료용 캔 뚜껑 | | |
| 3회  | 11월 9일 | 돌래 | 이미선 | 도르래의 원리를 이용한 신발끈 조임 시스템 | | |
| 3회  | 11월 9일 | 브이터치 | 김석중 | 원거리 터치솔루션 | | |
| 3회  | 11월 9일 | 알피온 | 육근석 | 자세 제어 시스템 | | |
| 3회  | 11월 9일 | 텔레톡비 | 서동준 | 함께 보는 TV | | |
| 3회  | 11월 9일 | 뱁션 | 서영화 | 방송처럼 자막을 입히는 도구 | | |
| 결과 | 엑스알이(서진혁)가 결선에 진출. | 엑스알이(서진혁)가 결선에 진출. | 엑스알이(서진혁)가 결선에 진출. | 엑스알이(서진혁)가 결선에 진출. | | |
| 4회  | 11월 16일 | 케이팩티 | 박효태 | 반려동물을 관리하는 토탈 솔루션 | | |
| 4회  | 11월 16일 | 상임시스템창호 | 김정환 | 외부침입 방지용 창문 | | |
| 4회  | 11월 16일 | 호텔나우 | 김가영 | 모바일 전용 호텔 당일 예약 서비스 | | |
| 4회  | 11월 16일 | 우리프로테크 | 권민제 | 축산 방역 겸용 환풍기 복합시스템 | | |
| 4회  | 11월 16일 | 덤앤더머스 | 조성우 | 서브 스크립션 | | |
| 결과 | 호텔나우(김가영)가 결선에 진출. | 호텔나우(김가영)가 결선에 진출. | 호텔나우(김가영)가 결선에 진출. | 호텔나우(김가영)가 결선에 진출. | | |
| 5회  | 11월 23일 | 힐링페이퍼 | 박기범 | 환자의 건강 관리와 기록을 돕는 기구 | | |
| 5회  | 11월 23일 | 유니크온 | 이성명 | 스마트폰으로 생활기기를 제어하는 시스템 | | |
| 5회  | 11월 23일 | 엘케이메디칼 | 이영희 | 일회용 락 시스템 주사기 | | |
| 5회  | 11월 23일 | 노리 | 김서준 | 맞춤형 수학 교육 솔루션 | | |
| 5회  | 11월 23일 | 플래포트 | 유숙경 | 종이접시식 금속 냄비 | | |
| 결과 | 노리(김서준)가 결선에 진출. | 노리(김서준)가 결선에 진출. | 노리(김서준)가 결선에 진출. | 노리(김서준)가 결선에 진출. | 노리(김서준)가 결선에 진출. | |
| 6회  | 11월 30일 | 바로콕 | 채동석 | 원 터치 개폐 방식의 마개와 용기 | | |
| 6회  | 11월 30일 | 코아칩스 | 오재근 | 전원 없이 작동하는 무선센서 | | |
| 6회  | 11월 30일 | 인투로 | 최영우 | 내 목소리로 울리는 광고 | | |
| 6회  | 11월 30일 | 아띠 | 신경환 | 관심사로 소통을 공유하는 시스템 | | |
| 6회  | 11월 30일 | 바이맘 | 김민욱 | 겨울철 에너지 문제해결을 위한 룸텐트 | | |
| 결과 | 코아칩스(오재근)가 결선에 진출. | 코아칩스(오재근)가 결선에 진출. | 코아칩스(오재근)가 결선에 진출. | 코아칩스(오재근)가 결선에 진출. | 코아칩스(오재근)가 결선에 진출. | 코아칩스(오재근)가 결선에 진출. |
| 7회  | 12월 7일 | 팀 디아이에프 | 윤영수 | 음악을 그리는 프로그램 | | |
| 7회  | 12월 7일 | 우림 | 홍순황 | 반사갓 | | |
| 7회  | 12월 7일 | 아이디어오디션 | 김광호 | 아이디어 플랫폼 | | |
| 7회  | 12월 7일 | 모두엔 | 신유진 | 이산화염소 팩 | | |
| 7회  | 12월 7일 | 해보라 | 신두식 | 음성인식 유무선 이어셋 | | |
| 결과 | 해보라(신두식)가 결선에 진출. | 해보라(신두식)가 결선에 진출. | 해보라(신두식)가 결선에 진출. | 해보라(신두식)가 결선에 진출. | 해보라(신두식)가 결선에 진출. | 해보라(신두식)가 결선에 진출. |
| 8회  | 12월 14일 | 스마트 캐스터 | 유화열 | 스마트 휠 | | |
| 8회  | 12월 14일 | 포엔스 | 김철윤 | 자동 조명조도 제어시스템 | | |
| 8회  | 12월 14일 | 스타일위키 | 사이렌 장 | 스타일 백과사전 | | |
| 8회  | 12월 14일 | 레벨컴퍼니 | 김재갑 | 디자인 아웃소싱 플랫폼 | | |
| 8회  | 12월 14일 | 한글봇 | 곽윤근 | 한글교육 로봇 | | |
| 결과 | 한글봇(곽윤근)이 결선에 진출. | 한글봇(곽윤근)이 결선에 진출. | 한글봇(곽윤근)이 결선에 진출. | 한글봇(곽윤근)이 결선에 진출. | 한글봇(곽윤근)이 결선에 진출. | 한글봇(곽윤근)이 결선에 진출. |
| 9회  | 12월 21일 | 마이리얼트립 | 이동건 | 나만의 맞춤 여행 | | |
| 9회  | 12월 21일 | 플리토 | 이정수 | 집단지성을 이용한 번역 시스템 | | |
| 9회  | 12월 21일 | 엑스알이 | 서진혁 | 재밀봉이 가능한 음료용 캔 뚜껑 | | |
| 9회  | 12월 21일 | 호텔나우 | 김가영 | 모바일 전용 호텔 당일 예약 서비스 | | |
| 9회  | 12월 21일 | 노리 | 김서준 | 맞춤형 수학 교육 솔루션 | | |
| 9회  | 12월 21일 | 코아칩스 | 오재근 | 전원없이 작동하는 무선 센서 | | |
| 9회  | 12월 21일 | 해보라 | 신두식 | 음성인식 유무선 이어셋 | | |
| 9회  | 12월 21일 | 한글봇 | 곽윤근 | 한글교육 로봇 | | |
| 결과 | 결선에 진출한 팀과 출품작은 아래와 같다. - 마이리얼트립 : 나만의 맞춤 여행 - 플리토 : 집단지성을 이용한 번역 시스템 - 엑스알이 : 재밀봉이 가능한 음료용 캔 뚜껑 - 호텔나우 : 모바일 전용 호텔 당일 예약 서비스 - 노리 : 맞춤형 수학 교육 솔루션 | 결선에 진출한 팀과 출품작은 아래와 같다. - 마이리얼트립 : 나만의 맞춤 여행 - 플리토 : 집단지성을 이용한 번역 시스템 - 엑스알이 : 재밀봉이 가능한 음료용 캔 뚜껑 - 호텔나우 : 모바일 전용 호텔 당일 예약 서비스 - 노리 : 맞춤형 수학 교육 솔루션 | 결선에 진출한 팀과 출품작은 아래와 같다. - 마이리얼트립 : 나만의 맞춤 여행 - 플리토 : 집단지성을 이용한 번역 시스템 - 엑스알이 : 재밀봉이 가능한 음료용 캔 뚜껑 - 호텔나우 : 모바일 전용 호텔 당일 예약 서비스 - 노리 : 맞춤형 수학 교육 솔루션 | 결선에 진출한 팀과 출품작은 아래와 같다. - 마이리얼트립 : 나만의 맞춤 여행 - 플리토 : 집단지성을 이용한 번역 시스템 - 엑스알이 : 재밀봉이 가능한 음료용 캔 뚜껑 - 호텔나우 : 모바일 전용 호텔 당일 예약 서비스 - 노리 : 맞춤형 수학 교육 솔루션 | 결선에 진출한 팀과 출품작은 아래와 같다. - 마이리얼트립 : 나만의 맞춤 여행 - 플리토 : 집단지성을 이용한 번역 시스템 - 엑스알이 : 재밀봉이 가능한 음료용 캔 뚜껑 - 호텔나우 : 모바일 전용 호텔 당일 예약 서비스 - 노리 : 맞춤형 수학 교육 솔루션 | 결선에 진출한 팀과 출품작은 아래와 같다. - 마이리얼트립 : 나만의 맞춤 여행 - 플리토 : 집단지성을 이용한 번역 시스템 - 엑스알이 : 재밀봉이 가능한 음료용 캔 뚜껑 - 호텔나우 : 모바일 전용 호텔 당일 예약 서비스 - 노리 : 맞춤형 수학 교육 솔루션 |
| 10회 | 12월 28일 | 마이리얼트립 | 이동건 | 나만의 맞춤 여행 | | |
| 10회 | 12월 28일 | 플리토 | 이정수 | 집단지성을 이용한 번역 시스템 | | |
| 10회 | 12월 28일 | 엑스알이 | 서진혁 | 재밀봉이 가능한 음료용 캔 뚜껑 | | |
| 10회 | 12월 28일 | 호텔나우 | 김가영 | 모바일 전용 호텔 당일 예약 서비스 | | |
| 10회 | 12월 28일 | 노리 | 김서준 | 맞춤형 수학 교육 솔루션 | | |
| 결과 | 플리토(이정수)가 최종 우승자로 선정. | 플리토(이정수)가 최종 우승자로 선정. | 플리토(이정수)가 최종 우승자로 선정. | 플리토(이정수)가 최종 우승자로 선정. | 플리토(이정수)가 최종 우승자로 선정. | 플리토(이정수)가 최종 우승자로 선정. |

## 같이 보기
- 천지창조(KBS 1TV)
- 창업 서바이벌 탄생 창업의 신(OBS)
- 도전! 발명왕(MBC)
- 아이디어 하우머치(SBS)